# Sociedad Cultural y Deportiva Independiente (Camp Redó)
La Sociedad Cultural y Deportiva Independiente (SCD Independiente y popularmente, el Inde) es un club de fútbol de Palma de Mallorca (Islas Baleares, España). Está ubicado en el barrio del Camp Redó de la ciudad, fue fundado en 1965 y es uno de los clubes más antiguos de la capital palmesana.
El primer equipo masculino juega en la Primera Regional de Mallorca de la Liga española de fútbol, sexto nivel del fútbol español. El primer equipo femenino compite en la Liga Autonómica balear, tercer nivel del fútbol femenino español.

## Historia
Los orígenes se remontan a la fundación del Club Deportivo Nidda en 1965. Inicialmente el club adoptó el nombre de su local social: el Bar Nidda, situado en la misma barriada. En 1967 el club se refundó, adoptando el nombre actual.
Desde sus inicios ha jugado en categorías regionales de Mallorca y gradualmente fue ascendiendo de categoría. En sus primeros años de vida compitió alternativamente en Primera regional (por no descender) o en Segunda regional. A mediados de los años 90 dio un salto cualitativo y alcanzó la Regional Preferente, también como equipo ascensor entre ésta y la Primera regional.
A final de la primera década del siglo XXI vivió sus mejores años. En la temporada 2008-09 jugó las eliminatorias de ascenso a la Tercera división y logró el ascenso, pero su periplo en la temporada 2009-10 no fue bueno y descendió esa misma temporada. Después volvió a ser un asiduo de la Regional Preferente, aunque bajó puntualmente a Primera regional para la temporada 2015-16, en buena parte por culpa del mal estado en que se encuentra su terreno de juego. Al cabo de un año volvió a ascender a Preferente, donde compitió dos temporadas hasta volver a descender a Primera regional, donde compite en la actualidad.

## Estadio
Desde sus inicios ha jugado sus partidos en La Antoniana, el terreno de juego más antiguo de la ciudad (inaugurado en 1935). Durante algunos años fue el único de tierra que quedaba en la ciudad, además de encontrarse en mal estado, lo cual repercutió en los resultados del equipo y de sus categorías inferiores.
Después de años de espera, durante el mes de mayo de 2017 se llevaron a cabo las obras de reforma para la instalación de césped artificial. El 19 de junio del mismo año se inauguraron las nuevas instalaciones.

## Datos del Club

### Temporadas
- Temporadas en Tercera División (1): 2009-10
- Temporadas en Regional Preferente (17): 1985-86, 1994-95, 1995-96, 1998-99, 1999-00, 2002-03 a 2004-05, 2007-08, 2008-09, 2010-11 a 2014-15, 2016-17 y 2017-18
- Temporadas en Primera Regional (30): 1968-69 a 1972-73, 1978-79 a 1984-85, 1986-87 a 1993-94, 1996-97, 1997-98, 2000-01, 2001-02, 2005-06, 2006-07, 2015-16, 2018-19, 2019-20 y 2020-21
- Temporadas en Segunda Regional (7): 1966-67, 1967-68, 1973-74 a 1977-78
- Mejor puesto en liga: 18º (Tercera División, temporada 2009-10)

## Jugadores y cuerpo técnico

### Plantilla y cuerpo técnico 2019-20
La plantilla y cuerpo técnico del primer equipo masculino son los siguientes:

### Clasificaciones en Liga
| - 1965-66: Liga de Adheridos, Gr. B (2º) - 1966-67: 2ª Regional (8º) - 1967-68: 2ª Regional, Gr. C (5º) - 1968-69: 1ª Regional (14º) - 1969-70: 1ª Regional (4º) - 1970-71: 1ª Regional (10º) - 1971-72: 1ª Regional, Gr. B (14º) - 1972-73: 1ª Regional (16º) - 1973-74: 2ª Regional (13º) - 1974-75: 2ª Regional (9º) - 1975-76: 2ª Regional (14º) - 1976-77: 2ª Regional (7º) - 1977-78: 2ª Regional (3º) - 1978-79: 1ª Regional (12º) | - 1979-80: 1ª Regional (12º) - 1980-81: 1ª Regional (14º) - 1981-82: 1ª Regional (14º) - 1982-83: 1ª Regional (9º) - 1983-84: 1ª Regional (8º) - 1984-85: 1ª Regional (3º) - 1985-86: Reg. Preferente (18º) - 1986-87: 1ª Regional (14º) - 1987-88: 1ª Regional (11º) - 1988-89: 1ª Regional (7º) - 1989-90: 1ª Regional (11º) - 1990-91: 1ª Regional (8º) - 1991-92: 1ª Regional (5º) - 1992-93: 1ª Regional (7º) | - 1993-94: 1ª Regional (3º) - 1994-95: Reg. Preferente (16º) - 1995-96: Reg. Preferente (20º) - 1996-97: 1ª Regional (11º) - 1997-98: 1ª Regional (2º) - 1998-99: Reg. Preferente (17º) - 1999-00: Reg. Preferente (19º) - 2000-01: 1ª Regional (11º) - 2001-02: 1ª Regional (2º) - 2002-03: Reg. Preferente (14º) - 2003-04: Reg. Preferente (16º) - 2004-05: Reg. Preferente (20º) - 2005-06: 1ª Regional (13º) - 2006-07: 1ª Regional (1º) | - 2007-08: Reg. Preferente (11º) - 2008-09: Reg. Preferente (4º) - 2009-10: 3ª División (18º) - 2010-11: Reg. Preferente (8º) - 2011-12: Reg. Preferente (12º) - 2012-13: Reg. Preferente (5º) - 2013-14: Reg. Preferente (5º) - 2014-15: Reg. Preferente (19º) - 2015-16: 1ª Regional (1º) - 2016-17: Reg. Preferente (18º) - 2017-18: Reg. Preferente (18º) - 2018-19: 1ª Regional (6º) - 2019-20: 1ª Regional (6º) - 2020-21: 1ª Regional |

 - Ascenso 

 - Descenso

## Palmarés

### Torneos regionales
- Primera regional (2): 2006-07, 2015-16
- Subcampeón Primera regional (2): 1997-98, 2001-02

## Fútbol femenino
El SCD Independiente tiene una sección de fútbol femenino que ha competido de manera ininterrumpida desde su creación en la temporada 1999-2000. Es uno de los clubes más veteranos de la competición en Mallorca, creada de manera estable en la temporada 1996-97. Actualmente compite en la Liga Autonómica balear, cuarto nivel del fútbol femenino español.
| - 1999-00: Regional (8º) - 2000-01: Regional (8º) - 2001-02: Regional (8º) - 2002-03: Regional (6º) - 2003-04: Regional (4º) - 2004-05: Regional (6º) | - 2005-06: Regional (7º) - 2006-07: Regional (5º) - 2007-08: Regional, Gr. A (6º) - 2008-09: Regional, Gr. A (5º) - 2009-10: Autonómica (5º) - 2010-11: Autonómica (11º) | - 2011-12: Autonómica (11º) - 2012-13: Autonómica (6º) - 2013-14: Autonómica (5º) - 2014-15: Autonómica (6º) - 2015-16: Autonómica (8º) - 2016-17: Autonómica (9º) | - 2017-18: Autonómica (6º) - 2018-19: Autonómica (8º) - 2019-20: Regional (4º) - 2020-21: Autonómica |

## Fútbol Base
El club mantiene un total de nueve equipos en colaboración con su club filial, el Atlético Camp Redó Independiente. En los últimos años el número de equipos se vio reducido a la mitad a causa de las malas condiciones en las que se encontraba el campo de La Antoniana, todavía de tierra hasta mediados de 2017 y en pésimas condiciones.